# Водопровідна вулиця (Одеса)
Водопровідна вулиця — вулиця в історичному центрі міста Одеса. Починається від Пантелеймонівської вулиці та переходить у Люстдорфську дорогу.

## Історія
На мапах міста позначена з 20 вересня 1902 року. Назва походить від першого одеського водопроводу Дністер — Одеса, який був відкритий 3 вересня 1873 року й прокладений цією вулицею.
За радянської влади декілька разів назва вулиці зазнавала змін:
- з 4 листопада 1927 по 1933 рік — вулиця Підпільної іноземної колегії;
- у 1933—1938 роках — вулиця Петренка (на честь Петра Кіндратовича Петренка)[1], борця за встановлення радянської влади в Одесі;
- у 1938—1941 роках — вулиця імені 20-річчя пожежної охорони;
- з 1941 року — відновлена історична назва Водопровідна.

## Визначні пам'ятки

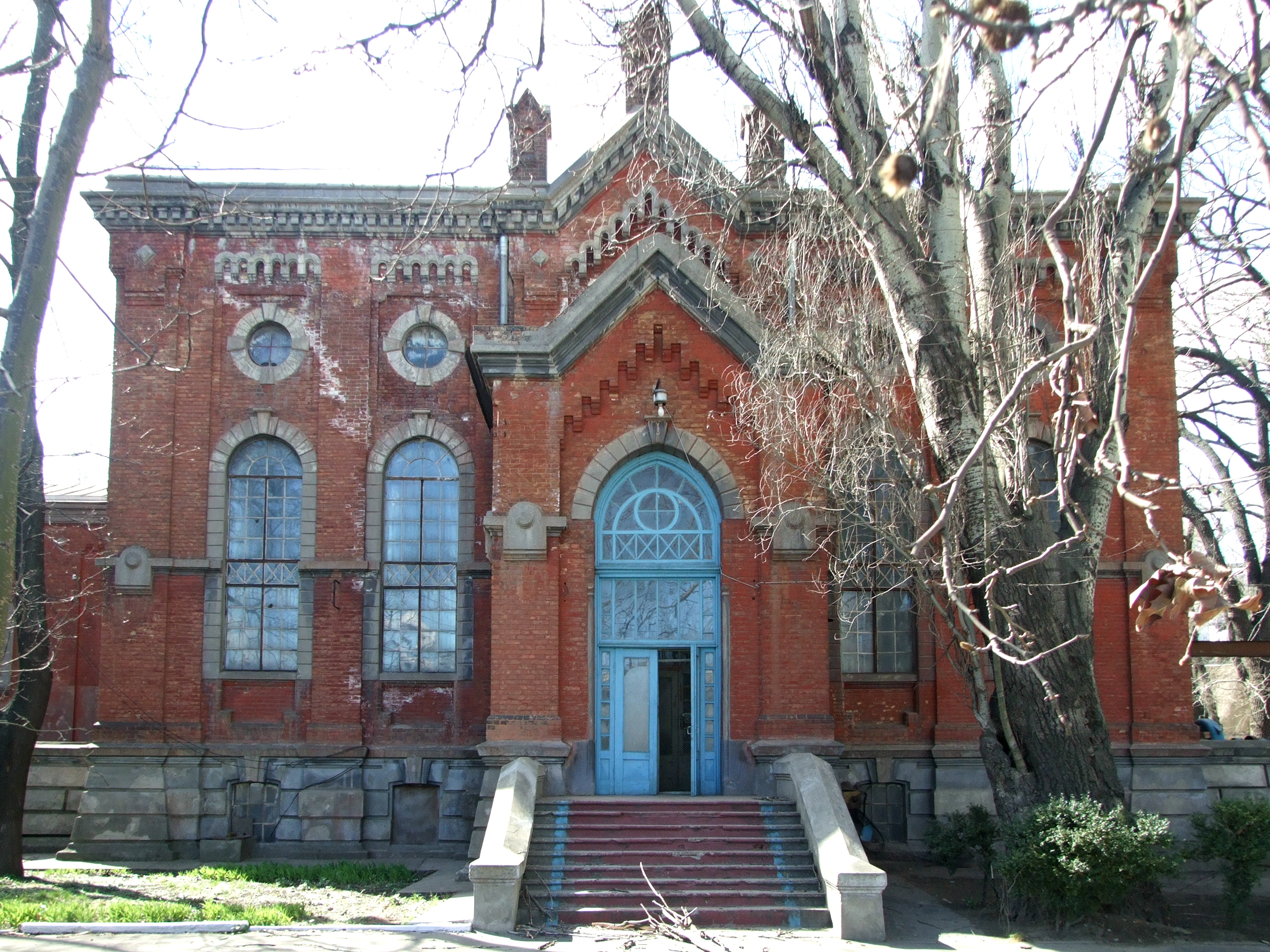
Головна будівля Водонасосної станції

- Будинок № 15 — Водонасосна станція (1892, архітектори Лев Влодек та Семен Ландесман).
- Трамвайне депо (архітектор Адольф Мінкус).
- Будинок № 8 раніше належав батькові письменника М. Г. Гаріна-Михайловського.